# El Paso (La Palma)
El Paso é um município da ilha de La Palma, província de Santa Cruz de Tenerife, comunidade autónoma das Canárias, Espanha. Tem 135,9 km² de área e em 2021 tinha 7 745 habitantes (densidade: 57 hab./km²).

## Demografia
| Variação demográfica do município entre 1991 e 2004[carece de fontes?] | Variação demográfica do município entre 1991 e 2004[carece de fontes?] | Variação demográfica do município entre 1991 e 2004[carece de fontes?] | Variação demográfica do município entre 1991 e 2004[carece de fontes?] |
| ---------------------------------------------------------------------- | ---------------------------------------------------------------------- | ---------------------------------------------------------------------- | ---------------------------------------------------------------------- |
| 1991                                                                   | 1996                                                                   | 2001                                                                   | 2004                                                                   |
| 7010                                                                   | 7006                                                                   | 6764                                                                   | 7218                                                                   |

## Taburiente
O município inclui a maior parte do Parque Nacional da Caldeira de Taburiente. O Taburiente é segundo pico mais elevado das Canárias, com 2 426 m. O seu ponto mais alto é o Roque de los Muchachos. Dali se avistam as ilhas vizinhas de Tenerife, La Gomera e El Hierro.